# Лёгкая атлетика на летних Олимпийских играх 1896 — бег на 110 метров с барьерами
Соревнования по бегу на 110 метров с барьерами среди мужчин на летних Олимпийских играх 1896 прошли 7 и 10 апреля. Приняли участие восемь спортсменов из шести стран.

## Призёры
| Золото           | Серебро                        | Бронза |
| Томас Кёртис США | Грэнтли Гулдинг Великобритания | —      |

## Соревнование

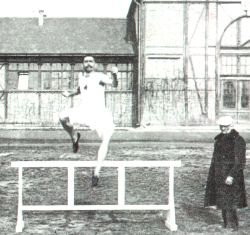
Алойз Сокол во время квалификационного забега

### Отборочные забеги
| Место | Спортсмен                | Результат  |
| ----- | ------------------------ | ---------- |
| 1     | Грэндли Гулдинг (GBR)    | 18,4 с OR  |
| 2     | Франц Рейшель (FRA)      | Неизвестен |
| 3-4   | Алойз Сокол (HUN)        | Неизвестен |
| 3-4   | Анастасиос Андреул (GRE) | Неизвестен |

| Место | Спортсмен                     | Результат  |
| ----- | ----------------------------- | ---------- |
| 1     | Томас Кёртис (USA)            | 18,0 с OR  |
| 2     | Уэллс Хойт (USA)              | Неизвестен |
| 3-4   | Курт Дёрри (GER)              | Неизвестен |
| 3-4   | Атанасиос Скалцогианнис (GRE) | Неизвестен |

### Финал
| Место | Спортсмен             | Результат |
| ----- | --------------------- | --------- |
| 1     | Томас Кёртис (USA)    | 17,6 с OR |
| 2     | Грэндли Гулдинг (GBR) | 17,6 с    |
| —     | Франц Рейшель (FRA)   | DNS       |
| —     | Уэллс Хойт (USA)      | DNS       |